# American Music Club
Gli American Music Club sono un gruppo rock statunitense, attivo dal 1983, guidato dal cantautore Mark Eitzel.
Sono considerati una delle band più importanti del genere Slowcore, insieme ai Red House Painters.

## Storia della band
Mark Eitzel, nato in California, fondò la band nel 1983, alla quale si unirono il chitarrista Vudi e il bassista Danny Pearson. A eccezione di questi tre membri, la band cambiò più volte, nel corso degli anni, la formazione.
Nel 1985, la band pubblicò il primo album The Restless Stranger, seguito, nel 1987, da Engine. Nel 1989, ottenne un discreto successo con California, probabilmente il suo capolavoro. Dopo United Kingdom destinato al mercato inglese, nel 1991 uscì Everclear, il loro maggior successo. Nel 1994, dopo aver pubblicato San Francisco, la band si prese un periodo di pausa, in cui Eitzel pubblicò parecchi dischi da solista. SI riformò nel 2003, facendo uscire Love Songs for Patriots. Nel 2008 pubblicò The Golden Age e l'album in edizione limitata Atwater Afternoon.

## Discografia
Album in studio
- 1985 - The Restless Stranger
- 1987 - Engine
- 1988 - California
- 1989 - United Kingdom
- 1991 - Everclear
- 1993 - Mercury
- 1994 - San Francisco
- 2004 - Love Songs for Patriots
- 2008 - The Golden Age

Raccolte
- 2008 - Atwater Afternoon